# 盛岡バスセンター
盛岡バスセンター（もりおかバスセンター）は、岩手県盛岡市に所在するバスターミナルである。
現在の施設は2022年（令和4年）10月4日（バス乗り場は翌10月5日）に供用が開始された。旧施設は1960年（昭和35年）4月20日から2016年（平成28年）9月30日まで供用されており、自動車ターミナル法の適用第1号施設であった。
本項では、新旧の盛岡バスセンター双方について記述する。

## 歴史

### 旧バスセンター開設から再開発計画まで
盛岡市は第二次世界大戦時の日本本土空襲による被害が比較的小さかった都市であるため、古くからの狭い道路が多かったが、路線バスが会社ごとに発着所を開設していたことで次第に交通渋滞が悪化し、市民からの苦情も増えるようになった。
そこでバス会社間で共通のバスターミナルを建設することになり、1959年（昭和34年）5月に盛岡市、岩手県北自動車（県北バス）、地元商店街などが出資し株式会社盛岡バスセンターを設立した。しかし、当時としては画期的な交通センターの存在は集客面で大きな恩恵を及ぼすため、古くからある「肴町商店街（現：ホットライン肴町）」（北緯39度41分54.2秒 東経141度9分17.3秒 / 北緯39.698389度 東経141.154806度）と、戦後急速に発展した「大通商店街」（北緯39度42分8.2秒 東経141度8分50.1秒 / 北緯39.702278度 東経141.147250度）との間で設置場所を巡る対立が起きた。そこで盛岡市は事態収拾に乗り出し、学識経験者を加えたバスターミナル建設促進委員会が審議を行い、建設地を現在地である中ノ橋通に決定した。
1960年（昭和35年）4月20日に供用開始。バスセンターの建物は開業当初は2階建てで1階は窓口と開放感のある広大な待合所で構成され、売店類は2階に集約されていた。建物内には洋品店や大食堂、喫茶店、甘味店、中華料理店、理髪店などがあり、また屋上には「盛岡バスセンターテーマパーク」という植物園・遊園地があってデパートのような趣きであった。1966年（昭和41年）に3階が増築された。2階の窓上部分の外壁には電照式の広告板が設置され、東側外壁の「MORIOKA BUS CENTER」のロゴも電照で照らし出せる仕組みになっていた。
敷地は3,000m2で開設当時は十分な広さだったが、バス路線・運行本数の増加、バスの大型化が進み、次第に狭さが際立つようになった。末期はバスセンター構内で発着できない便が多数発生しており、「盛岡バスセンター」名義で設置された周辺のバス停が発着地点の機能を担っていた。
2012年3月から経営権が岩手県交通から国際興業へ移行した。
また、バスセンターそのものも長年の使用で建物の老朽化が深刻になり、現行の建築基準法の耐震基準を満たしていないことから、2008年には市が再開発計画を発表。バスセンターを核とした複合施設に建て替えられる見通しであったが、経済情勢の悪化や東日本大震災後の建設資材高騰の影響により、建て替えの目途は立たず、下記の通り2016年3月14日に盛岡バスセンターはバスターミナル事業から撤退して施設は同年9月30日で閉鎖、年内に取り壊されることが発表された。法人としての盛岡バスセンターの本社は、2016年11月2日に盛岡市中ノ橋通から花巻市湯本へ移転した。
バスセンター内のレトロな味わいを残す雰囲気はたびたび地元メディアで取り上げられ、老若男女問わず人気は根強く「昭和レトロ」の観光資源として注目されていた。

### 再開発計画の頓挫と旧バスセンターの閉鎖、そして新バスセンターの開設へ
2008年2月9日の岩手日報によると、老朽化したバスセンターを建て替える際に、バスターミナルのほかにマンション、商業施設、福祉施設、公共的機能を持った複合ビルにする計画があることが明らかになった。事業主体は盛岡バスセンターおよび盛岡市、盛岡まちづくり会社であり、盛岡市の中心市街地活性化基本計画の一部になっていた。しかし、計画発表後に経済情勢の悪化や東日本大震災後の建設資材高騰の影響により、計画は見直されることになった。
その後、2013年に第2期盛岡市中心市街地活性化基本計画に盛り込まれ、2014年から建て替え工事を着手する予定であったが、盛岡バスセンターの経営権を持つ国際興業の経営変化や建設資材の高騰により着手の目途が立たないまま、老朽化が激しくなったこともあって上記の通り2016年3月14日に閉鎖が決定、同年9月30日で閉鎖された。その後、10月20日から解体工事が始まり、翌年2月までに完了した。
閉鎖後は、2016年10月1日から跡地周辺に仮設の乗り場と待合所を設置し、乗車券・定期券売り場をななっく1階に設置して対応していた。ななっく内のバス乗車券・バス定期券売り場は、岩手県交通窓口は毎日営業していたが、岩手県北バス窓口は平日のみの営業で、土曜・休日は休業していた。2019年6月のななっく閉店後、乗車券・定期券売り場は「プラザおでって」1階の交流プラザ内に再移転した。
バスセンターを始発地および終点とする「ドリーム盛岡 (らくちん) 号」および「アーバン号」は、閉鎖に先立つ2016年7月31日の便をもってバスセンター乗り入れを中止し、翌8月1日からは「ドリーム盛岡号」は盛岡駅東口止まりに、「アーバン号」は盛岡駅西口止まりとなった。
バスセンターの代替となる施設などについてはしばらく白紙の状態だったが、盛岡市とバス運行会社を含めた協議の末、市が跡地を買い取った上でそこに複合施設を建設してバスターミナルの機能を維持する方針を決定した。これに対して、市民有志の「盛岡バスセンターから考える会」は建物の保全・補修と継続使用を求めて市長と市議会に要望書と陳情書を送付しており、市はこれを受けてバスセンターの外壁の一部（下記写真のロゴ部分）を後継となる複合施設「新盛岡バスセンター」2階のフードホールで保存展示する方針を打ち出したほか、出入り口に設置されていたステンレス製看板、番線ポールの発車指示ランプとその操作盤など旧バスセンターの象徴となる部材も併せて保存することを決定した。
2017年7月には、跡地を取得した盛岡市が後継施設建設開始まで2年間の予定で地元住民団体「盛岡バスセンターおよび周辺地区活性化協議会」に無償貸与することを決定し、協議会は貸与された跡地を「地域活用ゾーン・SIDE-B（サイド・ビー）」と命名し、市民広場のほか音楽や工芸などの活動発表、ビアフェスなどの飲食イベントの開催場として活用する方針を発表、その後3年ほどに渡りイベントスペースとして活用された。
2021年7月に新バスセンターの建設工事が始まり、2022年10月4日に供用開始、バス乗り場も翌10月5日から使用開始された。新バスセンターはバスターミナル部分は盛岡市、それ以外の商業施設部分は盛岡ローカルハブ株式会社が運営している。

## 所在地
岩手県盛岡市中ノ橋通1丁目9番22号（北緯39度41分58.7秒 東経141度9分26.8秒 / 北緯39.699639度 東経141.157444度）
なお市内のバスターミナルには他に、「盛岡駅バスターミナル」（東口北緯39度42分8.3秒 東経141度8分11.4秒：乗り場数15、西口北緯39度42分6.2秒 東経141度8分4.3秒：乗り場数：9）や、郊外に位置する「松園バスターミナル」（北緯39度44分57.6秒 東経141度9分15.5秒 / 北緯39.749333度 東経141.154306度）がある。

## 新盛岡バスセンター
2022年（令和4年）10月4日に開業セレモニーが行われ供用開始、翌10月5日からバスの乗り入れを開始。建物は旧バスセンターの跡地に建てられた東棟と旧アレ・ヴェールの跡地に建てられた西棟の2つに分かれ（共に鉄筋3階建て、延べ床面積：約3,112 m2）、東棟の1階部分に2階部分までの吹き抜け構造で5つの発着バースを持つバス乗り場（48路線、平日275便、休日206便が発着）があり、3階部分の床面がバス乗り場全体にかかる大屋根を兼ねた構造となっている。旧バスセンター閉鎖後、バス待機場の一角に設置されていた仮設バス乗り場は待機場に戻され、トイレ・待合室等旅客施設は撤去された。また、「プラザおでって」に移転していた乗車券・定期券売り場もバスセンター内に戻った。

### 施設概要
| 階  | | |
| 階  | 西棟 | 東棟 |
| --- | --- | --- |
| 3階 | HOTEL MAZARIUM（ラウンジ / 客室・スパ / サウナ・ジャズミュージアム） | HOTEL MAZARIUM（ラウンジ / 客室・スパ / サウナ・ジャズミュージアム）                                    |
| 3階 | - HOTEL MAZARIUM - KANAN SPA（スパ・高濃度炭酸泉 / サウナ / 整体・リラクゼーション / ランドリー） - 穐吉敏子JAZZミュージアム - CafeBar West38 - BODY EVO - いんべクリーニング | |
| 2階 | 子育て支援センター あそびの広場（9時 - 17時） | フードホール（11時 - 23時）                                                                             |
| 2階 | 子育て支援センター あそびの広場（9時 - 17時） | - 場周辛麺 - Wine Restaurant TAKU - ビアバーベアレン中ノ橋 - 焼鳥とめし 清造                            |
| 1階 | バスターミナル・マルシェ（9時 - 20時） | バスターミナル・マルシェ（9時 - 20時）                                                                  |
| 1階 | - 窓口（6時 - 22時30分） - 待合所 - そば処 南部（8時 - 17時） - カレーのお店 Quick kitchen"K"（11時 - 17時） - みちのりトラベル東北（8時 - 12時30分、13時30分 - 17時30分）    | - バス乗り場 - 保険クリニック（アイドカ） - 阿部魚店 - GREAT BURGER - 茶菓 はなむけ - 福田パン 中ノ橋店 |

### 乗り場

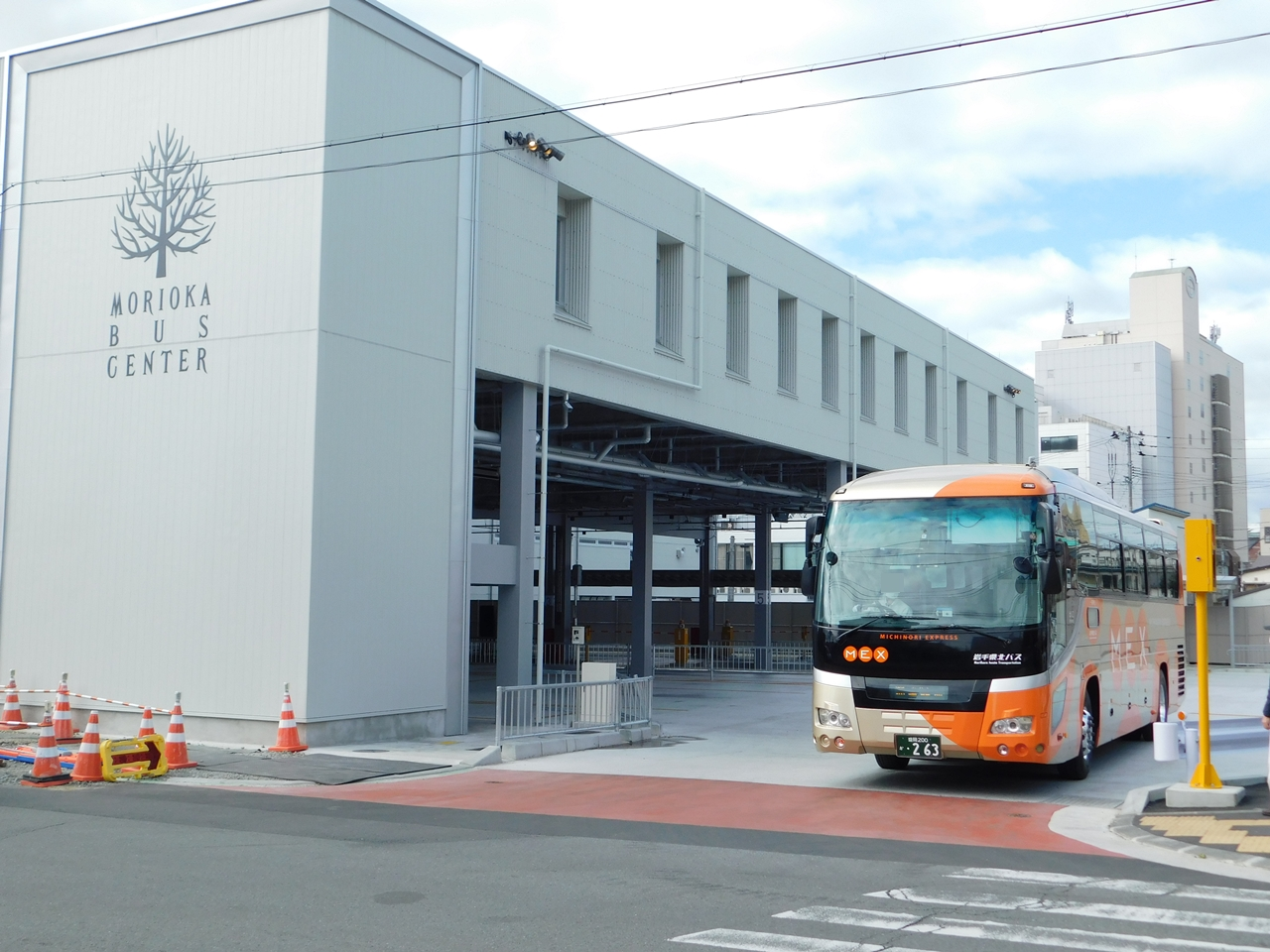
盛岡バスセンター乗り入れを再開した高速バス「アーバン号」（2022年10月）

新バスセンターの開設によって、旧バスセンター閉鎖後に仮設乗り場を発着していた便は新バスセンター内の発着に変更された。また、岩手県交通紫波営業所管内の日詰線・長岡線の一部便が盛岡駅発着からバスセンター発着に変更されたほか、花巻空港線が早朝に限り乗り入れを再開した。また、旧バスセンター時代に乗り入れていなかった「白樺号」と「みちのく号」も一部便が乗り入れを開始した。「アーバン号」も宮城交通・岩手県交通・岩手県北自動車運行便が乗り入れを再開したが、ジェイアールバス東北と東日本急行の運行便は、乗務員の運行管理などの関係で盛岡駅止まりのままとなっている。
周辺道路上のバス停は、旧バスセンター時代と同様である。

#### センター内

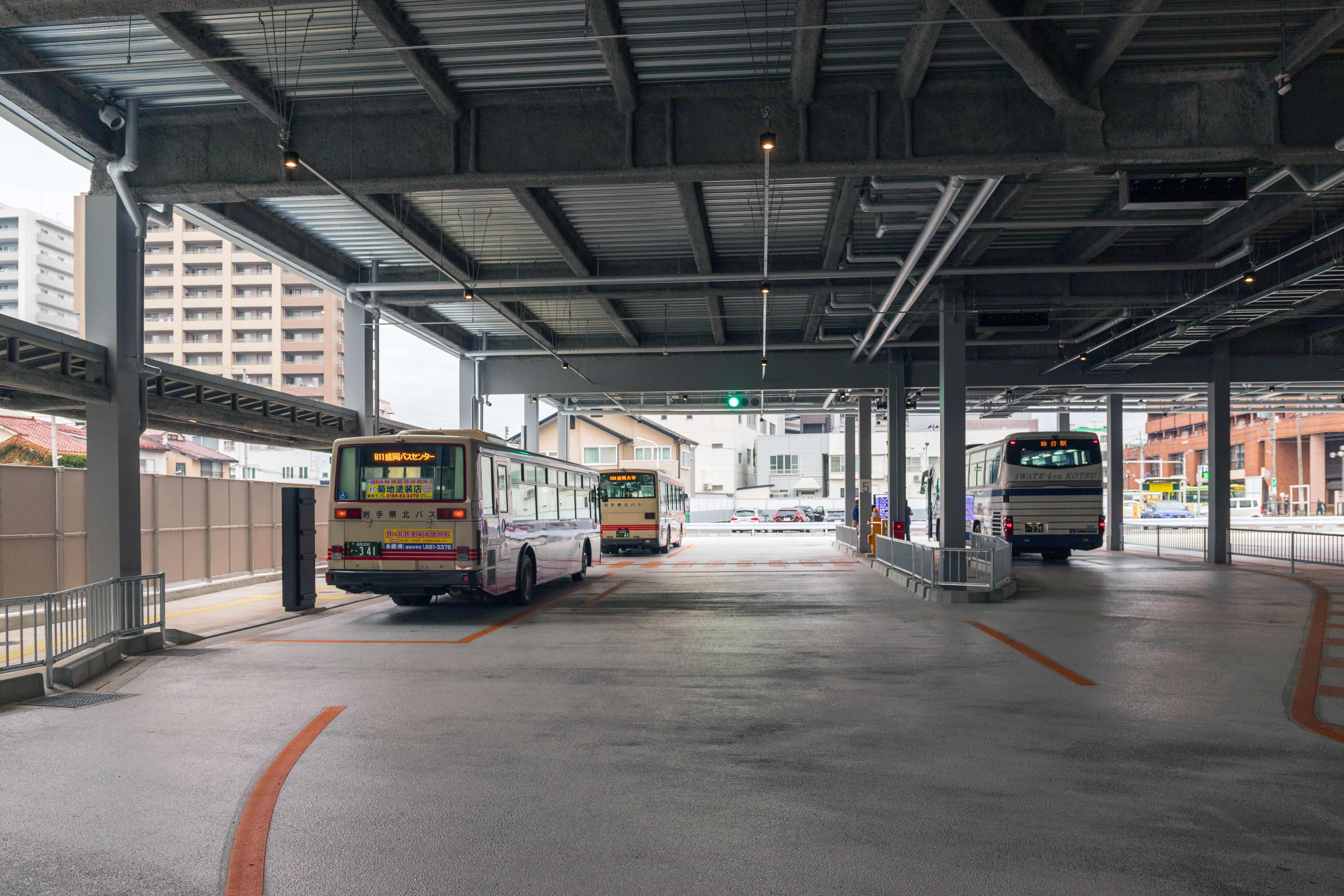
センター内乗り場

新バスセンターの乗り場は、旧バスセンターのバスが頭から入線する頭端式からロータリー式に変更されている。ロータリーの外周に当たる部分にプラットホーム状の1 - 4番のりばがあり、5番のりばはロータリーの中心にある島状の構造となっている。5番のりばへは3・4番のりばから横断歩道で渡るようになっており、利用者の安全のため構内信号と遮断機が設けられている。旧バスセンターの名物だった案内放送と発車指示ランプは廃止され、待合所にはデジタルサイネージ、各のりばにはスマートバス停を用いた発車標が導入されている。
| のりば    | 運行会社                           | 区分           | 行き先 |
| --------- | ---------------------------------- | -------------- | --- |
| 1番乗り場 | 岩手県交通                         | 一般路線       | つなぎ温泉・雫石駅 611：長岡・紫波東学園前456号経由日詰駅（バスセンター始発便） 612：長岡支所（バスセンター始発便） 613：日赤長岡・紫波東学園前456号経由日詰駅（バスセンター始発便） 614：日赤経由長岡支所（バスセンター始発便） |
| 2番乗り場 | 岩手県交通                         | 一般路線       | 315：桜台団地（北山経由） 316：松園営業所（北山経由） 601：北高田岩手医大病院経由日詰駅 |
| 3番乗り場 | 岩手県北自動車                     | 一般路線       | B10番台：沼宮内営業所 B40番台：好摩駅（一部便） C00番台：盛岡大学 E20番台：厨川駅（盛岡中央郵便局経由） |
| 4番乗り場 | 岩手県北自動車                     | 一般路線       | A10番台：八幡平営業所・八幡平マウンテンホテル・松川温泉（田頭町経由） A50番台：八幡平営業所・平館駅・八幡平マウンテンホテル（平舘駅経由） A70番台：大更駅 B40番台：好摩駅（一部便） D00番台：厨川駅（盛岡駅経由）                |
| 4番乗り場 | 西和賀町                           | 町民バス       | 山伏線 : ほっとゆだ駅 |
| 5番乗り場 | 岩手県交通 岩手県北自動車 宮城交通 | 高速           | 特急「アーバン号」仙台行（一部便） |
| 5番乗り場 | 岩手県交通                         | 一般路線・高速 | 急行「盛岡大船渡線」 大船渡行（一部便） 特急「釜石盛岡線」 釜石行 花巻空港線：花巻空港（花巻空港駅経由、一部便） |
| 5番乗り場 | 岩手県北自動車                     | 高速           | 特急「久慈こはく号」 九戸・久慈行 特急「八盛号」 八戸行 |
| 5番乗り場 | ジェイアールバス東北               | 一般路線       | 「白樺号」 久慈行（一部便） |
| 5番乗り場 | 秋北バス                           | 高速           | 特急「みちのく号」鹿角・大館行（一部便） |

#### 周辺道路上
新庄線（盛岡駅 - つつじが丘団地）と白百合学園線（盛岡駅 - 白百合学園）、および盛岡都心循環バス「でんでんむし」は、旧バスセンター時代と同様に13番（monaka向かい）・14番（神明町）両方の停留所に停車する。盛岡駅発日詰駅前・長岡支所（日詰線・長岡線）行きは、旧バスセンター時代とは異なり構内には乗り入れずに13番（monaka向かい）に停車する。
| のりば                         | 運行会社       | 行き先 | 備考                         |
| ------------------------------ | -------------- | --- | ---------------------------- |
| 11番乗り場（monaka前）         | 岩手県交通     | 盛岡駅、滝沢営業所、岩手県立大学、盛岡都心循環バス「でんでんむし」（右回り）、盛岡市立高校、よぼういがく協会、孝仁病院     |                              |
| 12番乗り場（monaka前）         | 岩手県交通     | 松園バスターミナル方面（岩手大学経由）                                                                                     | 上田線専用                   |
| 13番乗り場（monaka向かい）     | 岩手県北自動車 | 急行・特急「106急行 (特急) バス」 宮古方面                                                                                 |                              |
| 13番乗り場（monaka向かい）     | 岩手県交通     | 都南営業所、矢巾営業所、飯岡駅、矢巾駅前、日詰駅方面、盛岡競馬場ファン優待バス、盛岡都心循環バス「でんでんむし」（左回り） | 日詰駅方面は盛岡駅始発便のみ |
| 14番乗り場（神明町）           | 岩手県交通     | 盛岡都心循環バス「でんでんむし」（左回り）                                                                                 |                              |
| 15番乗り場（飛島マンション前） | 岩手県交通     | 盛岡都心循環バス「でんでんむし」（右回り）                                                                                 |                              |
| 16番乗り場（飛島マンション前） | 岩手県交通     | 松園バスターミナル方面（岩手大学経由）                                                                                     | 上田線専用                   |
| 17番乗り場（日専連向かい）     | 岩手県北自動車 | 急行「106急行」 盛岡駅行き                                                                                                 |                              |

## 旧盛岡バスセンター

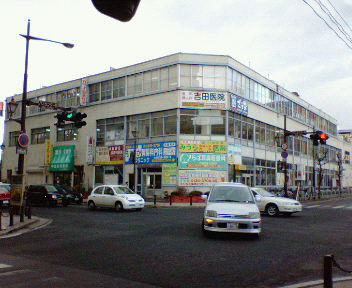
旧バスセンター全景（2006年12月）

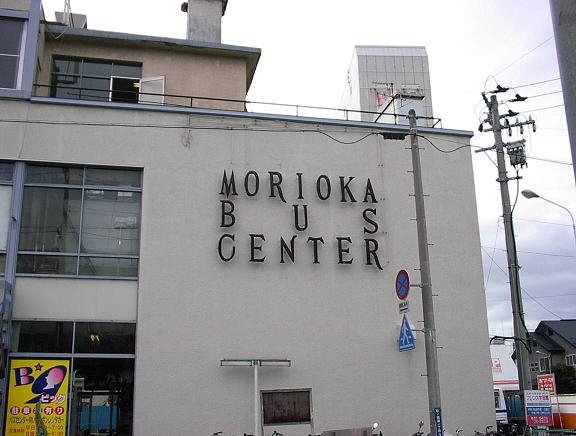
旧バスセンター外観（2002年9月）

1960年（昭和35年）4月20日に供用開始。2,755.65 m²の敷地の北西部に平面バス待機場、南東部にL字型の建物（鉄骨造3階建て、延べ床面積：約2,500 m²）があり、建物に沿って7つの発着バースを持つバス乗り場があった（平日26路線427便が発着、国土交通省にはバース数が8つと登録）。センター構内の乗り場の他に、周辺道路上にも「盛岡バスセンター」の名称のバス停が並び、多くのバスが集散していた。
2016年（平成28年）9月30日に閉鎖され、翌10月1日以降は、北東の斜向かいの駐車場に乗車専用のバス停2か所と仮設の待合室・トイレを持つ仮設バス乗り場（北緯39度41分59.7秒 東経141度9分29.3秒 / 北緯39.699917度 東経141.158139度）が設置され、バス乗車券売場はななっく1階に、駐輪場はななっく向かいバス停付近に移転した。センター構内を発着していた路線バスのみを対象に、仮設乗降所内新設バス停、ななっく前バス停、盛岡駅東口、盛岡駅西口のいずれかに発着場が変更された。センターの跡地は市が5億800万円で取得した。

### 施設概要
| 階  | 利用状況                                                          | 利用状況 |
| 階  | 開業時                                                            | 営業最終期 |
| --- | ----------------------------------------------------------------- | --- |
| 3階 | なし                                                              | - 岩手県バス協会 - 岩手県バス事業協同組合 |
| 2階 | - 売店 - 大食堂                                                   | 一部スペースが乗務員の休憩所などに利用されていたが一般の立ち入りは禁止されていて、2階へ通じる階段も1か所を除き閉鎖されていた。 |
| 1階 | - バス乗り場 - 窓口 - 待合所 - コーヒースタンド - 時計店 - 理髪店 | - バス乗り場（参照） - 窓口（普通乗車券、高速バス乗車券、バスカード（岩手県交通のみ）、定期券） - 岩手県北バス事務所（岩手県北バスのバスカード販売） - 乗車券自動券売機 - 待合所 - そば屋（南部そば、平日：8時 - 17時 休日：8時 - 15時） - コーヒースタンド・菓子店（藤原養蜂場「フジワラショップ」、9時 - 17時）※2016年6月末日をもって閉鎖。 - たこ焼（南部金だこ、9時 - 18時30分）※同上 - 時計店（吉田時計店、9時30分 - 18時、日曜定休） |

過去に入居していたテナント
- 3階：ヤマハ音楽教室
- 3階：カワイ音楽教室

### 乗り場
「盛岡バスセンター」の名称のバス停は、当センターの敷地内だけではなく、周辺道路上にも存在した。各々を分けて以下に示す。

#### センター内
乗り場は頭端式プラットホームになっており、出発時は指令室より係員が案内放送を行い、各番線のポールに取りつけられた発車指示ランプを点灯させていた（早朝と夜間を除く）。その後誘導員の誘導により一旦バックして発車していた。同時に複数台のバスが発車する場合は出口に近い6番のりば側から順に発車指示を出し、最後に1番のりばのバスが出発していた。最初は、例えば1番のりばと4番のりばなど、一定間隔を保って同時発車指示を出していたが、末期には6番のりば側から順番に発車する形になっていた。毎正時には指令室よりラジオを流し、時報に従い発車指示ランプの点灯を行っていた。
岩手県交通の路線バスには路線ごとに数字3桁の系統番号（雫石営業所管轄の一部路線と長距離バスを除く）が、岩手県北バスの路線バスにはアルファベットと数字2桁を組み合わせた系統番号が、それぞれ振られている。
| のりば    | 運行会社                 | 高速バスの行き先                   | 一般路線バスの行き先 |
| --------- | ------------------------ | ---------------------------------- | --- |
| 1番乗り場 | 岩手県北自動車           | 特急「久慈こはく号」 九戸・久慈行  | A00番台：八幡平営業所・八幡平ロイヤルホテル A50 - 60番台：平館駅 A70番台：大更駅 B10番台：沼宮内営業所 C00 - 20番台：盛岡大学 C30 - 50番台：県立大学 C40 - 50番台：滝沢駅 D00番台：厨川駅 E30番台：イオン盛岡南ショッピングセンター・盛岡南営業所 各方面 |
| 2番乗り場 | 岩手県交通               | -                                  | つなぎ温泉・湯本温泉・雫石営業所 各方面 |
| 3番乗り場 | 岩手県交通               | 特急「千厩 - 盛岡線」 千厩・室根行 | 急行「盛岡大船渡線」 大船渡行 特急「釜石盛岡線」 釜石行 網張温泉、小岩井農場 611：長岡・紫波二中前456号経由日詰駅 612：長岡支所 614：八掛396号経由日詰駅 各方面                                                                                          |
| 4番乗り場 | 岩手県北自動車・南部バス | 特急「八盛号」 八戸行              | |
| 4番乗り場 | 岩手県交通               | -                                  | 601・602：北高田4号経由日詰駅 603：日赤経由日詰駅 618：古館ニュータウン経由日詰駅 608：見前回りラ・フランス温泉館・志和町経由日詰駅 411：太田本宮線（本宮先回り）                                                                                        |
| 5番乗り場 | 岩手県交通               | -                                  | 312：松園バスターミナル（北山・東緑が丘経由） 315：桜台団地（北山経由） 316：松園営業所（北山経由） 329：玉山支所（455号・県道169号線経由） |
| 6番乗り場 | 岩手県交通               |                                    | |
| 7番乗り場 | 到着専用                 | 到着専用                           | 到着専用 |

#### 周辺道路上
新庄線（盛岡駅 - つつじが丘団地）と盛岡都心循環バス「でんでんむし」は、ななっく・神明町両方の停留所に停車する。
| のりば                 | 運行会社     | 行き先                                                                                               | 備考                     |
| ---------------------- | ------------ | --- | ------------------------ |
| ななっく向かい乗り場   | 岩手県北バス | 急行・特急「106急行 (特急) バス」 宮古行き・川目方面                                                 |                          |
| ななっく向かい乗り場   | 岩手県交通   | 都南バスターミナル、都南営業所、矢巾営業所方面、盛岡競馬場ファン優待バス、パストラルバーデン方面ほか |                          |
| ななっく前乗り場       | 岩手県交通   | 盛岡駅、滝沢営業所、岩手県立大学方面ほか                                                             |                          |
| ななっく前乗り場       | 岩手県交通   | 松園バスターミナル方面（岩手大学経由）                                                               | 上田線専用バス停より発車 |
| 神明町乗り場           | 岩手県交通   | 松園営業所行き（松園若園線 山岸経由）                                                                |                          |
| 飛島マンション前乗り場 | 岩手県交通   | 盛岡駅行き（松園若園線）                                                                             |                          |
| 飛島マンション前乗り場 | 岩手県交通   | 松園バスターミナル方面（岩手大学経由）                                                               | 上田線専用バス停より発車 |
| 日専連向かい乗り場     | 岩手県北バス | 急行「106急行」 盛岡駅行き                                                                           |                          |

### 閉鎖後の乗り場の再編
旧バスセンター閉鎖後の乗り場は以下のように再編され、新バスセンターの開設までこの状態で運用されていた。

#### 仮設乗り場
| のりば        | 運行会社       | 高速バスの行き先                                        | 一般路線バスの行き先 |
| ------------- | -------------- | ------------------------------------------------------- | --- |
| 仮設1番乗り場 | 岩手県北自動車 | 特急「久慈こはく号」 九戸・久慈行 特急「八盛号」 八戸行 | A00番台：八幡平営業所・八幡平ロイヤルホテル A50 - 60番台：平館駅 A70番台：大更駅 B10番台：沼宮内営業所 B40番台：好摩駅 C00 - 20番台：盛岡大学 D00番台：厨川駅 各方面 |
| 仮設2番乗り場 | 岩手県交通     | -                                                       | 鶯宿温泉・つなぎ温泉・湯本温泉・ほっとゆだ駅・雫石営業所 特急「千厩 - 盛岡線」 千厩・室根 急行「盛岡大船渡線」 大船渡行 特急「釜石盛岡線」 釜石行 小岩井農場         |

#### その他の乗り場
太字は旧バスセンター内から発着乗り場が変更となった路線である。
| のりば                 | 運行会社     | 行き先 | 備考                     |
| ---------------------- | ------------ | --- | ------------------------ |
| ななっく向かい乗り場   | 岩手県北バス | 急行・特急「106急行 (特急) バス」 宮古行き |                          |
| ななっく向かい乗り場   | 岩手県交通   | 茶畑（中野一丁目）、盛岡中央工業団地、動物公園、つつじが丘、手代森ニュータウン、乙部、志波城古代公園、都南バスターミナル、都南営業所、矢巾営業所方面、盛岡競馬場ファン優待バス、矢巾温泉、日詰駅前方面、太田本宮線（本宮先回り）、盛岡都心循環バス「でんでんむし」左回りほか |                          |
| ななっく前乗り場       | 岩手県交通   | 盛岡駅、滝沢営業所、滝沢市役所、ビッグルーフ滝沢、あすみ野、外山団地、岩手牧場、岩手県立大学、厨川駅西口、市立高校、よぼういがく協会、太田本宮線（太田先回り）、イオンモール盛岡南経由都南バスターミナル（休日のみ運行）方面、盛岡都心循環バス「でんでんむし」右回りほか     |                          |
| ななっく前乗り場       | 岩手県交通   | 松園バスターミナル方面（岩手大学経由、北山・東緑が丘経由）、桜台団地（北山経由）、松園営業所（北山経由）、玉山中学校入口（455号経由） | 上田線専用バス停より発車 |
| 神明町乗り場           | 岩手県交通   | 松園営業所行き（松園若園線 山岸経由）、つつじが丘行き、盛岡都心循環バス「でんでんむし」左回り |                          |
| 飛島マンション前乗り場 | 岩手県交通   | 盛岡駅行き（松園若園線・新庄線）、滝沢営業所行き、滝沢市役所行き、あすみ野行き、外山団地行き、岩手牧場行き、厨川駅西口行き、盛岡都心循環バス「でんでんむし」右回り |                          |
| 飛島マンション前乗り場 | 岩手県交通   | 松園バスターミナル方面（岩手大学経由） | 上田線専用バス停より発車 |
| 日専連向かい乗り場     | 岩手県北バス | 急行「106急行」 盛岡駅行き |                          |

## 周辺施設
- IBC岩手放送本社
- 岩手銀行中ノ橋支店
- 岩手銀行赤レンガ館（旧盛岡銀行本店、保存建造物）
- 岩手日報社
- 中ノ橋106ビル
- サンセール盛岡
- テレビ岩手本社
- プラザおでって
- ホットライン肴町アーケード
  - 盛岡ホットライン肴町郵便局

- みずほ銀行盛岡支店・みずほ証券盛岡支店
- 青森みちのく銀行盛岡支店
- 盛岡信用金庫本店（旧盛岡貯蓄銀行：保存建造物）
- 盛岡啄木・賢治青春館
- 盛岡八幡郵便局
- 中ノ橋交番
- ラヂオもりおか